# Grijó (Macedo de Cavaleiros)
Grijó (bis 2003 Grijó de Vale Benfeito) ist eine Ortschaft und Gemeinde im nördlichen Portugal.

## Geschichte
Die denkmalgeschützte Gemeindekirche wurde 1680 errichtet. Grijó war eine Gemeinde des Kreises Cortiços. Seit dessen Auflösung 1853 gehört Grijó zum Kreis Macedo de Cavaleiros.
1905 wurde der Bahnhof von Grijó eröffnet, womit Grijó Anschluss an die Strecke Linha do Tua und damit an das portugiesische Eisenbahnnetz erhielt.

## Verwaltung
Grijó ist Sitz einer gleichnamigen Gemeinde (Freguesia) im Kreis (Concelho) von Macedo de Cavaleiros im Distrikt Bragança. In ihr leben 351 Einwohner auf einer Fläche von 9 km² (Stand 19. April 2021).
Folgende Ortschaften bzw. Ortsteile liegen im Gemeindegebiet:
- Grijó
- Grijó Gar
- Grijó Mina

## Persönlichkeiten
- Adriano Moreira (1922–2022), Politiker